# استفن وارشال
استفن وارشال (انگلیسی: Stephen Warshall; ۱۵ نوامبر ۱۹۳۵ – ۱۱ دسامبر ۲۰۰۶) یک دانشمند رایانه اهل ایالات متحده آمریکا بود. زمینه‌های تحقیقاتی وی سیستم‌عامل، کامپایلر، زبان برنامه‌نویسی و تحقیق در عملیات بود.
وارشال در ۱۱ دسامبر ۲۰۰۶ بر اثر سرطان در خانه خود در گلوکستر، ماساچوست درگذشت. از او همسرش سارا دانلپ و دو فرزند به نام‌های اندرو دی. وارشال و سوفیا وارشال باقی‌مانده است.